# 贾常生
贾常生（1966年—），辽宁沈阳人，锡伯族，中华人民共和国政治人物、第十一届全国人民代表大会辽宁地区代表。
毕业于辽宁省委党校工商管理专业。加入中共，担任辽宁省沈阳沈北新区兴隆台锡伯族镇党委书记。2008年起担任全国人大代表。